# Carne branca

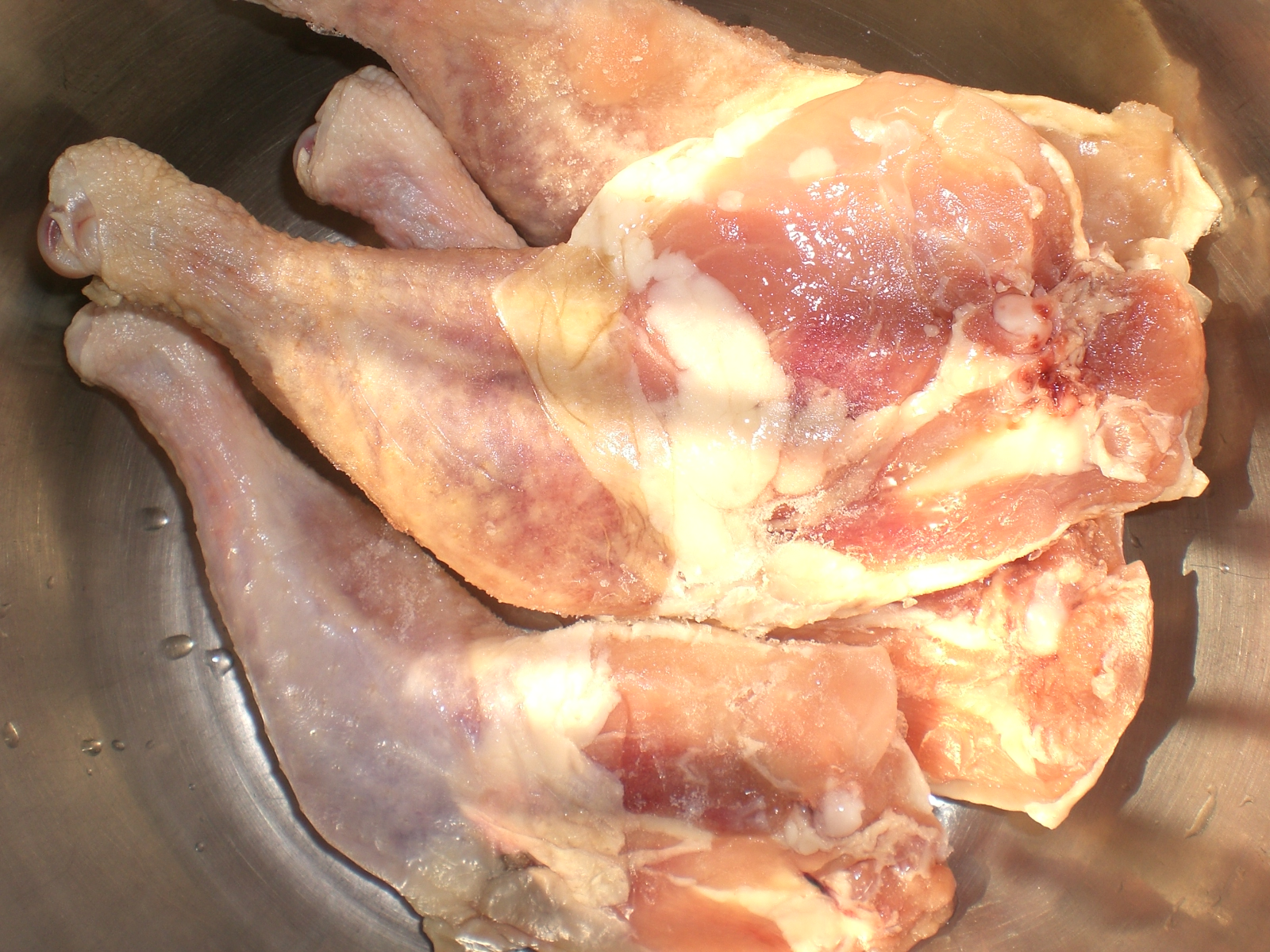
A carne de frango é a mais consumida entre as carnes brancas.

O termo carne branca se refere às carnes de origem de aves e peixes, ainda que a categorização da carne de porcos não tenha chegado a um consenso.

## Impacto na saúde
Ainda que as chamadas carnes brancas sejam uma fonte de ômega 3 e 6, bem como de ácidos graxos, o consumo das chamadas "carnes brancas" já é apontado como algo potencialmente perigoso. Um estudo publicado no British Journal of Nutrition, por exemplo, estudou a dieta de cidadãos escandinavos cujas dietas eram ricas em peixes e apontou que suas elas elevavam de maneira significativa risco de um derrame. Entretanto, esse fato só foi observado em homens, mas não em mulheres, e o estudo não levou em conta aspectos do estilo de vida das pessoas, como consumo de álcool e realização de atividades físicas, o que pode explicar a diferença encontrada entre homens e mulheres.

## Uso de hormônios
Com uma grande redução no tempo de abate das aves, que caiu de cerca de 6 meses para apenas 45 dias, a crença no uso de hormônios de crescimento ganhou força, sendo recorrentes os alertas sobre os "frangos cheios de hormônios" como um potencial perigo à saúde. Contudo, tais substâncias não são empregados na avicultura, mas sim o uso de compostos promotores de crescimento produzidos pela indústria farmacêutica. Andréa Machado Leal Ribeiro, coordenadora do laboratório de nutrição animal do departamento de zootecnia da Universidade Federal do Rio Grande do Sul, diz que "é um grande mal-entendido. Não existe nenhuma possibilidade de haver uso de hormônio em frangos de corte. Os animais não respondem a essa substância, e ela não é viável economicamente".
Apesar disso, o uso de promotores de crescimento é proibido em muitos países da Europa, uma vez que eles podem contribuir para a resistência das bactérias aos antibióticos, tornando os remédios desse tipo ineficazes para doenças humanas.